# 卡斯其塔悠
卡斯其塔悠（Kaskitayo），是一個位於加拿大亞伯達省愛德蒙頓市的一個區域。最早於1973年納入市境，並包含九個下屬區劃。地理範圍大致為34大街以南、卡加利徑（亞伯達省二號公路）以西與懷特瑪德溪和安東尼瀚迪道所圍出的範圍。

## 下屬區劃
卡斯其塔悠分期發展大綱圖（The Kaskitayo Outline Plan）計畫將境內分為八個住宅型社區和一個特別研究地區，並區域和社區名稱多源自於原住民族群名稱：
- 貝爾斯帕
- 布魯奎歐
- 布魯奎歐莊園
- 厄米尼斯金
- 其希溫
- 斯凱拉特勒
- 斯坦因豪爾
- 斯威特格拉斯
- 特溫布魯克斯

## 交通
境內主要幹道除了作為分界的34大街和卡加利徑以外，此外還有23大街、119街和111街經過。此外，於111街上亦有愛德蒙頓輕軌首都線行駛，世紀公園站即是在此區域境內。

## 資料來源
1. 1 2   (PDF). City of Edmonton.   [February 13, 2013]. （原始内容 (PDF)存档于May 3, 2014）.
2. ↑   (PDF). City of Edmonton.   [February 13, 2013]. （原始内容 (PDF)存档于September 4, 2013）.
3. ↑  . City of Edmonton.   [February 13, 2013]. （原始内容存档于2013-03-28）.
4. ↑   (PDF). City of Edmonton. August 2010  [2012-05-14]. （原始内容 (PDF)存档于2012-05-12）.
5. ↑  .   [2023-04-16]. （原始内容存档于2023-04-23）.
6. ↑  . City of Edmonton.   [2012-05-26]. （原始内容存档于2023-06-30）.